# Šromové
Šromové byli novodobý moravský šlechtický rod.

## Historie

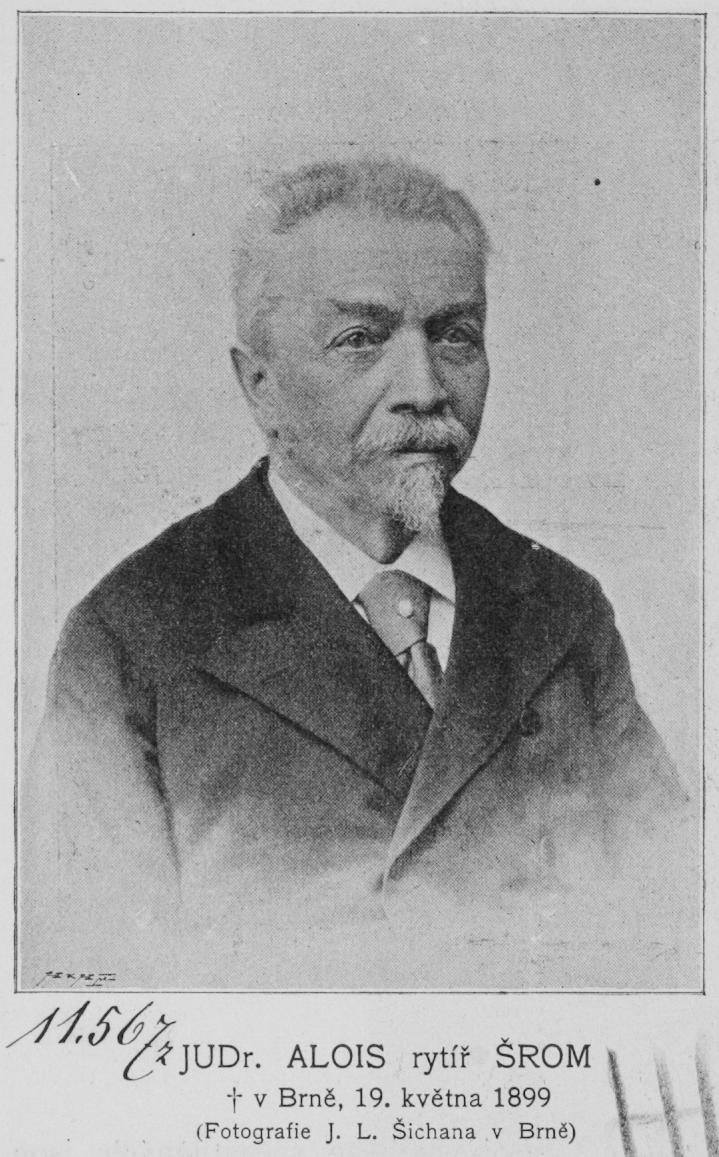
František Alois rytíř Šrom

Významným rodinným příslušníkem byl František Alois Šrom (1825–1899) původem z Milenova. Vystudoval práva v Olomouci, následně vykonával advokátní praxi v Uherském Hradišti a od roku 1879 v Brně. Zastával také několik významných funkcí. V roce 1861 se stal zemským poslancem, v letech 1873–1887 vykonával funkci poslance říšské rady. V letech 1884–1896 byl zároveň náměstkem zemského hejtmana. Navíc působil ve správní radě cukrovaru ve Šlapanicích. Do šlechtického stavu byl povýšen v roce 1881. 
Měl dva syny Miloše (* 1854) a Zdeňka (* 1856). Miloš působil v 80. letech 19. století jako úředník soudu v Mohelnici a následně v Brně.